# Язь (подводная лодка)
«Язь» — российская и советская подводная лодка типа «Барс». Строилась в 1914—1918 годах, но так и не была достроена. Входила в состав Балтийского флота.

## История строительства
«Язь» был заложен 3 июля 1914 года на заводе «Ноблесснер» в Ревеле, предназначался для Сибирской военной флотилии. 27 февраля 1915 года лодка включена в списки Балтийского флота, передача Сибирской флотилии была отменена. В 1916 году был сформирован экипаж, лодка зачислена в состав 3-го дивизиона дивизии подводных лодок Балтийского флота.
Спуск «Язя» на воду состоялся осенью 1917 года, по состоянию на конец года готовность корабля составляла 90 %. К этому времени лодка эвакуирована в Петроград и поставлена для достройки на Балтийский завод. К апрелю 1918 года оба дизельных двигателя производства Виккерса были демонтированы с лодки, их дальнейшая судьба неизвестна.
31 мая 1918 года «Язь» был зачислен в состав 1-го дивизиона Дивизии подводных лодок Балтийского моря, состоявший из резервных и недостроенных лодок. 4 августа зачислен в состав резервного дивизиона, 15 марта 1919 года исключён из дивизиона в связи с его расформированием, числился в достройке.
20 декабря 1920 года получил бортовой номер «14», 1 октября 1921 года возможно был переименован в «ПЛ-14». К 1921 году лодка разукомплектовывалась для обеспечения ремонта действующих однотипных лодок типа «Барс».
25 ноября 1925 года ПЛ-14 исключена из состава флота, в 1929 году её корпус использовался для тренировки подъёмных операций спасательным судном «Коммуна».
В 1933 году корпус ПЛ-14 был продан частной фирме и вывезен в Германию для утилизации.